# Sant Mateu de Vilademires
Sant Mateu és l'església parroquial del veïnat dispers de Vilademires, a l'oest del municipi de Cabanelles al qual pertany. Es tracta d'un conjunt format per l'església i, adossada a aquesta per la banda de tramuntana, la casa rectoral.

## Arquitectura
Església d'una sola nau rectangular amb l'absis sense diferenciar, orientat a llevant. Està coberta amb volta apuntada i seguida, que arrenca d'una cornisa motllurada que recorre els murs laterals del temple i el passamà del cor. L'absis i la nau estan diferenciats per l'elevació del paviment mitjançant quatre graons. Hi ha dues capelles laterals cobertes amb volta de canó i amb les impostes motllurades, que tampoc estan marcades en planta. La sagristia s'obre al costat de tramuntana de l'absis, està coberta amb volta d'aresta i quedà tapiada per la construcció de la casa rectoral. Als peus del temple hi ha el cor, sostingut per un arc carpanell de perfil molt baix. El temple s'il·lumina mitjançant tres finestres d'arc de mig punt i doble esqueixada, dues d'ells situades al mur de migdia de la nau i l'altra al fons de l'absis. La finestra de la sagristia és rectangular i està emmarcada en pedra. La façana principal presenta un portal d'accés format per quatre arcs de mig punt en gradació decreixent, amb la llinda i el timpà llisos. A la part central, damunt de la porta, hi ha una altra finestra d'arc de mig punt i doble esqueixada. La façana està coronada per un campanar d'espadanya de tres pilars i dues arcades de mig punt, modificat en època moderna amb la construcció d'un terrabastall que realçà tot l'edifici, per damunt de la cornisa motllurada de pedra del temple original. Aquest espai presenta obertures rectangulars senzilles a l'extrem superior del parament. La construcció és bastida amb carreus de pedra ben desbastats, disposats en filades regulars, excepte el terrabastall superior fet de pedruscall i abundant morter de calç.
La casa rectoral, adossada a la banda de tramuntana del temple, ha estat restaurada no fa gaire temps. Edifici de planta més o menys rectangular, format per tres cossos adossats amb les cobertes de dues vessants de teula i distribuït en planta baixa i dos pisos. A l'extrem nord-oest de la construcció hi ha una torre de planta circular amb teulada de dues vessants, que presenta obertures rectangulars i petites espitlleres bastides amb quatre pedres desbastades. Les obertures de la rectoria són totes rectangulars, emmarcades amb carreus de pedra i amb les llindes planes. L'accés principal està situat a la façana de tramuntana de la construcció, tot i que cal destacar una de les finestres de la façana de ponent, gravada amb la llegenda "JOSEP FERRER RECTOR 1670".

## Història
La parròquia de Sant Mateu de Vilademires apareix documentada per primera vegada el 1017 en una butlla del papa Benet VIII encara que l'actual església parroquial és una obra dels segles XII-XIII. Va pertànyer a l'abadia de Santa Maria de Vilabertran, segons consta en una butlla papal de Pasqual II (1116). Posteriorment es troba mencionada en una butlla del papa Alexandre III (1176). El 1121, Ramon Ponç signava un conveni amb el seu fill, Ramon Ponç, referent als delmes de la parròquia. L'any 1198 Hug, vescomte de Bas, va cedir a Pere de Cervera les seves possessions a parròquia de Sant Mateu de Vilademires.
Durant els segles XVII-XVIII es va produir la modificació del campanar i es van sobrepujar els murs de la nau. L'edifici de la rectoria que es troba al costat de l'església data del segle xvii, tal com ho testimonia una llinda amb la data 1670 inscrita.
L'any 1990 el Departament de Cultura de la Generalitat de Catalunya, conjuntament amb el Bisbat de Girona i el propietari de la rectoria, reconvertida en habitatge, Carlos Fernández de Castro, van endegar un projecte de restauració que es va allargar dos anys. En aquesta obra es va restaurar la coberta, es va instal·lar la campana i es va reconstruir i consolidar les parets exteriors de l'església. Per acabar, es va tornar a la forma original romànica, reobrint el forat existent al mur.